# Cray T90
La serie Cray T90 (que recibió el nombre código Triton durante su desarrollo) fue la última líneas de supercomputadora de procesadores escalares fabricada por Cray Research, Inc, reemplazando a la serie Cray C90. La primera máquina fue entregada en 1995, y tenía un ciclo de reloj de 2,2 ns (450 MHz) y dos líneas de procesamiento vectorial, con un rendimiento pico de 1,8 gigaflops por procesador; la alta velocidad de reloj se consiguió construyendo las CPU usando lógica ECL. Al igual que el Cray J90, cada CPU contenía una caché de datos escalar, sumada a la caché/buffer de instrucciones, que estaban presentes en todas las arquitecturas Cray.
Estaba disponible en configuraciones con 4 a 32 procesadores, y con IEEE 754 o la tradicional aritmética de coma flotante de Cray; los procesadores compartían la memoria princioal SRAM de hasta 8 gigabytes, con un ancho de banda de tres palabras de 64 bit por ciclo de CPU (dando un flujo, con 32 CPU, de 360 gigabytes por segundo). La señal de reloj se distribuía a los procesadores a través de una red de fibra óptica.
La serie T90 estaba disponible en tres variantes, la T94 (uno a cuatro procesadores), T916 (ocho o 16 procesadores) y T932 (16 o 32 procesadores). 
Se considera que estaba algo adelantada a su época, y el sistema nunca fue particularmente confiable. En el lanzamiento, T932 de 32 procesadores costaba $39 millones.
Los sistemas Cray T90 fueron instalados, además de otros lugares, en al menos tres sitios del gobierno de Estados Unidos, en el NAVOCEANO en Mississippi (Bay St. Louis), en el NTT y el NIED en Japón, en la Ford Motor Company y en General Motors, en el Geophysical Fluid Dynamics Laboratory del NOAA, en el Forschungszentrum Jülich en Alemania y en el Commissariat à l'Energie Atomique en Francia.
El sistema pesaba 10 Tm y contenía cuatro toneladas de refrigerante fluorinert; era del tamaño aproximado de una heladera de gran tamaño, y con paneles de plástico en negro y oro.
Su sucesor, algunos años más tarde, fue el Cray X1.